# 兄妹はじめました!
『兄妹はじめました!』（きょうだいはじめました）は、愁☆一樹による日本の4コマ漫画作品。両親の再婚により義兄妹となった茜と葵を中心に描かれるハートフルラブコメ4コマ漫画。
作者特有の可愛らしい画風と明るい話の展開が最大の特徴の作品。｢まんがタイムきららMAX｣（芳文社）誌上で2004年7月号から2009年9月号まで連載された。単行本は全4巻。

## 登場人物
各登場人物には全員色の名前が入っている
高坂茜(こうさか あかね)
18歳。
葵とは幼馴染であり、5歳の時に父の再婚により義兄妹になる。
周囲も認めるシスコンで、幼少期からずっと葵に頭が上がらない。
料理をするとなぜか砂糖を入れようとする。
かなりモテるらしく、バレンタインデーには大量のチョコレートを貰っている。
実は料理部に所属しているのだが、本人もその事を忘れている。
おみくじや占いでは、ことごとくよくない結果が出る。
誰から見ても萌葱に好かれているのだが、本人は気付いていない超鈍感。
高坂葵(こうさか あおい)
17歳。
旧姓松山。4歳の時に母の再婚により茜と義兄妹となり「高坂葵」となる。
頭に猫の飾りを付けており、感情によって猫の表情も変わる。
しっかり者でちゃっかり者。茜をうまく操縦している。
両親が転勤で家を空けているため、家計も預かっている。
料理部に所属。
怖い話が苦手。
おみくじは好きだが、占いには興味が無い。
大山萌葱(おおやま もえぎ)
葵のクラスメイトで、ハイテンションな天然さん。そのため、失言も多い。
茜の事が好きで、それを公言しており、行動のほとんどが「茜と会えるかどうか」という基準。
ナスとピーマンが嫌い。
料理部所属ではあるが、料理は苦手。
兄の事「兄貴」、母親の事を「母上」と呼ぶ。
大山緑葉(おおやま みどりは)
茜のクラスメイトでいつも眠そうなのんびり屋さん。
8時間寝てもまだ眠いらしく、授業中もよく寝ている。
葵の事が好きな一方、真紅に好かれていることも気付いている様子。
茜と同じファミレスでバイトをしている。
茜同様、実は料理部に所属しているのだが、本人もその事を忘れている。
若葉弧金(わかば こがね)
葵のクラスメイト。
萌葱とは家が隣同士の幼馴染。
ほとんどのメンバーが朝弱い中、唯一朝5時きっかりに目が覚める。
料理部所属で料理が上手く、掃除や洗濯も出来る。
萌葱が好きではあるのだが、当の萌葱が茜を好きであるため、打ち明けられないでいる。
目つきが悪く、あまり表情が変わる事が無く、無理に笑おうとすると怖いらしい。
幼少期から大山兄妹の喧嘩の仲裁をし、萌葱から茜に対する惚気話を聞かされるなど、苦労が絶えない人。
朝霞真紅(あさか しんく)
茜のクラスメイト。
背が低く、うさぎのような大きなリボンが特徴。。
葵の所属する料理部の先輩でもあり、料理の腕は一番いい。
萌葱からは「いい姑になれる」など、必要以上に年上キャラとして扱われる事が多い。
世話好きの性格で、料理部の先輩ということもあり大山兄妹の面倒を見る事が多い。
緑葉の事が好き。
嵐山真黒(らんざん まくろ)
真白の双子の兄。
お金持ちの家の子で、人見知りな性格。
小動物ちっくで、責められてもいない状況でもいつも謝ってばかりいる。
転校してくると同時に料理部にも入部した。
嵐山真白(らんざん ましろ)
真黒の双子の妹。
男女の双子ではあるが、真黒と瓜二つ。
性格は真黒と正反対でややきつめの描写が見られる。
真黒同様、転校と同時に料理部に入部。
葵に懐いており、茜を邪険にするが、別に茜が嫌いというわけでもない。

## 単行本
芳文社より「まんがタイムKRコミックス」として刊行。
1. 2006年4月11日発行 ISBN 4-8322-7569-0
2. 2007年4月11日発行 ISBN 978-4-8322-7622-2
3. 2008年7月13日発行 ISBN 978-4-8322-7706-9
4. 2009年10月11日発行 ISBN 978-4-8322-7843-1